# Screen Violence
Albums de Chvrches
Love Is Dead
(2018)
Singles
1. He Sais She Said
Sortie : 19 avril 2021
2. How Not to Drown
Sortie : 2 juin 2021
3. Good Girls
Sortie : 12 juillet 2021

Screen Violence est le quatrième album studio du groupe écossais de synthpop Chvrches sorti le 27 août 2021.
Il reçoit un accueil critique très favorable, notamment de la part de la presse britannique et américaine qui le considère comme l'un des meilleurs albums, si ce n'est le meilleur album, du groupe,,.
Le 29 octobre 2021 sort au format numérique une édition de l'album intitulée Screen Violence: Director's Cut avec en supplément trois chansons inédites. 

## Enregistrement
Après avoir collaboré avec le producteur Greg Kurstin sur le précédent album Love Is Dead sorti en 2018, le groupe produit seul celui-ci, comme il l'avait fait avec The Bones of What You Believe (2013) et Every Open Eye (2015).
À cause de la pandémie de Covid-19, les trois membres du groupe l'ont enregistré à distance, entre Glasgow en Écosse (au studio Alucard) et Los Angeles aux États-Unis (au Neuromancer Recording),.
Le titre de l'album, Screen Violence, était l'un des noms envisagés par le groupe lors de sa formation en 2011. Il s'agit d'une référence au genre du film d'horreur apprécié par le trio qui sert de fil conducteur à l'album,,,. Ainsi la chanson Final Girl parle des tenants et des aboutissants de la célébrité en utilisant comme image l'archétype de la dernière survivante qui est lié à ce genre de films.
Selon le réalisateur John Carpenter, considéré comme un des maîtres du genre, et qui a remixé une des chansons de l'album, Screen Violence donne un point de vue féminin sur la misogynie ( « This album is sort of about misogyny from a girl's point of view » ), à savoir celui de Lauren Mayberry, chanteuse et parolière du groupe. Celle-ci aborde en effet les thèmes de la place des femmes dans l'industrie musicale, du sexisme, dans plusieurs chansons comme He Said She Said et Good Girls, directement inspirées de son expérience,,.
La chanson How Not to Drown est interprétée en duo avec Robert Smith, chanteur du groupe The Cure, qui joue également de la guitare et de la basse sur ce titre et a participé à sa composition.

## Singles
Trois chansons de l'album, extraites en singles, ont précédé sa sortie.
He Said She Said est sortie le 19 avril 2021. Décrite comme anti-mansplaining par Jem Aswad dans le magazine Variety, Lauren Mayberry y dénonce le sexisme ordinaire, citant avec ironie des propos que des hommes lui ont tenu,. Un clip vidéo réalisé par Scott Kiernan est dévoilé le 22 avril 2021.
How Not to Drown, en duo avec Robert Smith, est parue le 2 juin 2021. Lauren Mayberry évoque dans les paroles une période de doute intense qu'elle a traversée : « Elles parlent d'un moment où j'ai voulu disparaitre et du seul moment où j'ai voulu quitter le groupe. J'ai senti que j'étais au plus bas et je ne savais pas comment remonter à la surface. Mais je suis remontée ». 
Martin Doherty, membre du trio, révèle quant à lui que, musicalement, la chanson provient d'une démo intitulée Piano Drum Ting qu'il avait composée un jour où il s'était senti anxieux, déprimé et isolé.
Robert Smith a réalisé un remix de la chanson. Il figure en titre bonus de l'édition limitée japonaise.
Le clip vidéo est de nouveau l'œuvre de Scott Kiernan.
Le 2 mars 2022 How Not to Drown est récompensé aux NME Awards par le prix de la meilleure chanson d'un artiste britannique. Le titre était également nommé dans la catégorie meilleure chanson au monde, tandis que Chvrches était nommé dans les catégories meilleur groupe britannique et meilleur groupe au monde. 
Good Girls est dévoilée le 12 juillet 2021. La chanson pointe du doigt les « idéaux misogynes », selon Lauren Mayberry, notamment dans l'industrie musicale,. Comme les deux précédents, le clip vidéo a été réalisé par Scott Kiernan.
John Carpenter a remixé la chanson, tandis que le groupe a fait de même avec un morceau de Carpenter, Turning the Bones, dont la version originale apparaît dans l'album Lost Themes III: Alive After Death.
Les deux remixes connaissent une sortie physique sous la forme d'un 45 tours en édition limitée en décembre 2021.

## Liste des titres
Toutes les chansons sont écrites et composées par Lauren Mayberry, Iain Cook (en) et Martin Doherty (en), sauf mention.
| No  | Titre                                | Auteur                              | Durée |
| --- | ------------------------------------ | ----------------------------------- | ----- |
| 1.  | Asking for a Friend                  |                                     | 5:05  |
| 2.  | He Said She Said                     |                                     | 3:09  |
| 3.  | California                           |                                     | 4:08  |
| 4.  | Violent Delights                     |                                     | 5:20  |
| 5.  | How Not to Drown (avec Robert Smith) | - Mayberry - Cook - Doherty - Smith | 5:31  |
| 6.  | Final Girl                           |                                     | 4:30  |
| 7.  | Good Girls                           |                                     | 3:19  |
| 8.  | Lullabies                            |                                     | 3:45  |
| 9.  | Nightmares                           |                                     | 4:34  |
| 10. | Better If You Don't                  |                                     | 3:32  |

| 11. | How Not to Drown (Robert Smith Remix) | - Mayberry - Cook - Doherty - Smith | 7:06 |

| 11. | Killer     | 3:20 |
| 12. | Screaming  | 3:34 |
| 13. | Bitter End | 4:38 |

## Musiciens
D'après les crédits détaillés dans le livret ou la pochette intérieure de l'album :
Chvrches
- Lauren Mayberry : chant
- Iain Cook : claviers, programmation, guitare, basse, chœurs sur California
- Martin Doherty : claviers, programmation, guitare, basse, chant sur le pont de Violent Delights, chœurs sur Asking for a Friend

Musiciens additionnels
- Robert Smith : chant, guitare, basse sur How Not to Drown
- Jonny Scott : batterie sur California, Violent Delights, How Not to Drown, Final Girl et Nighmares
- Larry 7 : programmation

## Classements hebdomadaires
| Classement (2021)                   | Meilleure place |
| ----------------------------------- | --------------- |
| Allemagne (Media Control AG)        | 15              |
| Australie (ARIA)                    | 6               |
| Autriche (Ö3 Austria Top 40)        | 19              |
| Belgique (Flandre Ultratop)         | 19              |
| Belgique (Wallonie Ultratop)        | 49              |
| Canada (Canadian Albums Chart)      | 74              |
| Écosse (OCC)                        | 1               |
| Espagne (Promusicae)                | 52              |
| États-Unis (Billboard 200)          | 31              |
| États-Unis (Top Alternative Albums) | 5               |
| États-Unis (Top Rock Albums)        | 3               |
| Irlande (Irish Albums Chart)        | 23              |
| Japon (Oricon)                      | 65              |
| Pays-Bas (Mega Album Top 100)       | 91              |
| Royaume-Uni (UK Albums Chart)       | 4               |
| Suisse (Schweizer Hitparade)        | 19              |